# Marko Matikola Balović
Marko Matikola Balović (1810. – 1898.), pomorski kapetan, dužnosnik u Austrijskom Lloydu, kroničar, meteorolog

## Životopis
Rođen u hrvatskoj patricijskoj obitelji iz Perasta Balovićima. Bio je pomorski kapetan. U Austrijskom Lloydu bio je na uglednim položajima, koje je zauzimao kao predstavnik ogranka obitelji Balović. Za povijest meteorologije važna su četiri sveska njegova dnevnika. Prinos povijesti kulture i povijesti umjetnosti njegove su kulturno-povijesne bilješke.
Nositelj je naslova viteza. Dodijeljen mu je viteški križ, odlikovanje koje je ustanovio austrijski car Franjo Josip za izvanredne vojne i civilne usluge. Izložen je u Muzeju grada Perasta.